# Milvago
Milvago é um género de ave de rapina da família Falconidae.
Este género contém as seguintes espécies:
- Milvago chimango
- Milvago chimachima